# 三浦敏明
三浦 敏明（みうら としあき、1936年7月28日 - 2019年2月13日）は、日本の英文学者・英語学者・歌人。東洋大学名誉教授。

## 略歴
父の任地東京府（現・稲城市）生まれ。徳島県阿波市出身。1961年東洋大学文学部英米文学科卒業。67年同大学院文学研究科博士課程修了。東洋大学工学部助教授、教授、文学部教授。2007年定年退任、名誉教授。R・L・スティーヴンスンの研究、日本文体論学会、日本英語学会、国際異文化学会。湖笛会会員。

## 著書
- 『英語副詞の研究 副詞の多様性』文化書房博文社 1991
- 『現代作家の語法と文体 スティーヴンスン,モーム,ヘミングウェイ,スタインベック』文化書房博文社 1992
- 『R.L.スティーヴンスンの語法と文体』文化書房博文社 1993
- 『葉鶏頭 歌集』文化書房博文社 1996
- 『涼風 歌集』文化書房博文社 2001
- 『春潮 歌集』文化書房博文社 2005

### 共著
- 『精説高等英文法』伊藤宏見共編著 文化書房博文社 1978
- 『現代英語表現法』伊藤宏見,矢口正巳共編著 文化書房博文社 1987